# Vladimir Mikhaïlovitch Alenikov
 (août 2025).
Si vous disposez d'ouvrages ou d'articles de référence ou si vous connaissez des sites web de qualité traitant du thème abordé ici, merci de compléter l'article en donnant les références utiles à sa vérifiabilité et en les liant à la section « Notes et références ».
En pratique : Quelles sources sont attendues ? Comment ajouter mes sources ?
 (octobre 2021).
La mise en forme du texte ne suit pas les recommandations de Wikipédia : il faut le « wikifier ».
Les points d'amélioration suivants sont les cas les plus fréquents. Le détail des points à revoir est peut-être précisé sur la page de discussion.
- Les titres sont pré-formatés par le logiciel. Ils ne sont ni en capitales, ni en gras.
- Le texte ne doit pas être écrit en capitales (les noms de famille non plus), ni en gras, ni en italique, ni en « petit »…
- Le gras n'est utilisé que pour surligner le titre de l'article dans l'introduction, une seule fois.
- L'italique est rarement utilisé : mots en langue étrangère, titres d'œuvres, noms de bateaux, etc.
- Les citations ne sont pas en italique mais en corps de texte normal. Elles sont entourées par des guillemets français : « et ».
- Les listes à puces sont à éviter, des paragraphes rédigés étant largement préférés. Les tableaux sont à réserver à la présentation de données structurées (résultats, etc.).
- Les appels de note de bas de page (petits chiffres en exposant, introduits par l'outil «  Source ») sont à placer entre la fin de phrase et le point final[comme ça].
- Les liens internes (vers d'autres articles de Wikipédia) sont à choisir avec parcimonie. Créez des liens vers des articles approfondissant le sujet. Les termes génériques sans rapport avec le sujet sont à éviter, ainsi que les répétitions de liens vers un même terme.
- Les liens externes sont à placer uniquement dans une section « Liens externes », à la fin de l'article. Ces liens sont à choisir avec parcimonie suivant les règles définies. Si un lien sert de source à l'article, son insertion dans le texte est à faire par les notes de bas de page.
- La présentation des références doit suivre les conventions bibliographiques. Il est recommandé d'utiliser les modèles {{Ouvrage}}, {{Chapitre}}, {{Article}}, {{Lien web}} et/ou {{Bibliographie}}. Le mode d'édition visuel peut mettre en forme automatiquement les références.
- Insérer une infobox (cadre d'informations à droite) n'est pas obligatoire pour parachever la mise en page.

Pour une aide détaillée, merci de consulter Aide:Wikification.
Si vous pensez que ces points ont été résolus, vous pouvez retirer ce bandeau et améliorer la mise en forme d'un autre article.
Vladimir Mikhaïlovitch Alenikov, né le 7 août 1948 à Léningrad en URSS, est un metteur en scène de théâtre et de cinéma, écrivain, poète, traducteur, scénariste, dramaturge et producteur soviétique puis russe. Il est reconnu comme artiste émérite de la fédération de Russie en 1999.

## Biographie

### Origines familiales et formation
Vladimir Alenikov est le fils du biophysicien Mikhaïl Vladimirovitch Wolkenstein (1912-1992) et de la traductrice philologue hispanisante Stella Iossifovna Alenikova (1916-1992). Il a une sœur, Maria Mikhaïlovna Wolkenstein, sociologue, née en 1952.
Entre 1966 et 1967, il étudie le français à la Faculté de philologie de l'université d'État de Leningrad, dont il est diplômé en 1967. En 1972, il est diplômé de l'Institut d'État russe des arts de la scène.

### Carrière
Au cours de sa carrière, il travaille comme auteur au sein du journal pour enfants Ieralach (ru) (Pêle-Mêle), à l'invitation du rédacteur en chef Alexandre Khmelik, et crée les héros Petrov et Vassetchkine (ru), autour desquels il tourne ensuite des films musicaux. Après une série de téléfilms, Vladimir Alenikov réalise la comédie musicale Bindioujnik et le Roi (ru), qui le conduit en 1990, après son succès au Festival international du film de Los Angeles, à rester à Hollywood. Il y tourne en 1991 A Time of Darkness avec George Segal et Tamara Tana dans les rôles principaux (au box-office russe Feofania, Painting Death (ru)).
Depuis, Vladimir Alenikov travaille à la fois en Russie et en Amérique du Nord. Son thriller dramatique The Gun (from 6 to 7:30 p.m.) représente les États-Unis au Festival des films du monde de Montréal en 2003. Par la suite, il réalise en russe la comédie lyrique Le sourire de Dieu, ou une histoire d'Odessa (ru), le court métrage Le vol de la libellule, sorti en 2011, le long métrage La guerre de la Princesse, sorti en 2013, le court métrage lyrique Cinéma comme tentative de rapprochement, sorti en 2015, le long-métrage Workshop, sorti en 2017, et Vagabonds de patience, sorti en 2018, un thriller psychologique basé sur son roman du même nom. Son dernier film américain est Garbage (ru) (2013).
En tant qu'écrivain, Vladimir Alenikov écrit à la fois des œuvres destinées aux adultes et de la littérature jeunesse. Il est l'auteur d'Une Étoile est tombée, roman sur la guerre sorti en 2010. En 2011, il publie les romans Couchage et Zone Verte, le livre pour jeunes réalisateurs Votre écriture et la direction de film, ainsi que Modèles aléatoires, un recueil de poèmes et de prose. En 2012, il écrit le roman Crépuscule à un résident de la zone. En 2013, il écrit le roman Les Vagabonds de la Patience ainsi que les livres pour enfants Miaulement en peluche et Drôles d'histoire sur Petrov et Vassetchkine. Il est l'auteur des romans jeunesse Histoire Héroïque, paru en 2014, Petrov et Vassetchkine au pays d'Ergonia, paru en 2015, Petrov et Vassetchkine en Afrique, paru la même année, Petrov et Vassetchkine en Colombie, paru en 2016, Petrov et Vassetchkin dans les Montagnes du Caucase, paru en 2017, et Pantelei, Épouvantail et excellent élève de Perychkine, paru en 2018.
Vladimir Alenikov est auteur-compositeur et directeur de production de comédies musicales et de pièces de théâtre, dont Votre compte, 1972 ; Locaux, 1973 ; Mon cœur pleure sur la France 1975 ; les Aventures du chevalier D'Artagnan 1984 ; Enfant du monde 1986, Recherche de l'amour 1999, Fou de navire 2006 ; Jeune Fille pour adieux, 2018.
Il est membre de l'Académie russe des arts cinématographiques.

### Vie privée
Marié une première fois avec Inna Mikhaïlitchenko, Vladimir Alenikov est remarié avec Tamara Tana, née en 1964, actrice de théâtre et de cinéma, scénariste et réalisatrice. Il a deux enfants issus respectivement de son premier et second mariage : Philip Volken, réalisateur et scénariste, né en 1975, qui a joué dans les films de son père, et Anastasia Alen, avocate, née en 1988. 
Il est l'oncle de Mikhaïl Vladimirovitch Fishman (ru), journaliste de la chaîne de télévision Dojd.

## Distinctions
- Médaille de l'Ordre du mérite de la patrie (ru), degré II ( 29 avril 2019) - pour sa grande contribution au développement de la culture et de l'art national et de nombreuses années d'activité fructueuse.
- Artiste émérite de la fédération de Russie (22 novembre 1999) - pour ses services dans le domaine de l'art.

## Filmographie
- Bindioujnik et le Roi (ru) (1990)
- A Time of Darkness (1991)
- The Gun (from 6 to 7:30 p.m.) (2003)
- Le vol de la libellule (2011)
- La guerre de la Princesse (2013)
- Garbage (ru) (2013)
- Cinéma comme tentative de rapprochement (2015)
- Workshop (2017)
- Vagabonds de patience (2018)

## Publications
- Une Étoile est tombée (2010)
- Couchage (2011)
- Zone Verte (2011)
- Votre écriture et la direction de film (2011)
- Modèles aléatoires (2011)
- Crépuscule à un résident de la zone (2012)
- Les Vagabonds de la Patience (2013)
- Miaulement en peluche (2013)
- Drôles d'histoire sur Petrov et Vassetchkine (2013)
- Histoire Héroïque (2014)
- Petrov et Vassetchkine au pays d'Ergonia (2015)
- Petrov et Vassetchkine en Afrique (2015)
- Petrov et Vassetchkine en Colombie (2016)
- Petrov et Vassetchkin dans les Montagnes du Caucase (2017)
- Pantelei, Épouvantail et excellent élève de Perychkine (2018)